# Tobias Michael Carel Asser

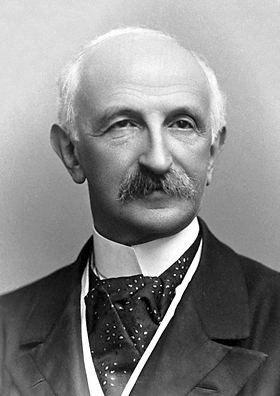
Tobias Asser

Tobias Michael Carel Asser sinh ngày 28.4.1838 tại Amsterdam, từ trần ngày 29.7.1913 tại Den Haag, là một luật gia người Hà Lan. Ông là con của Carel Daniel Asser (1813-85), và cháu nội của Carel Asser (1780-1836).
Ông đã cùng đoạt giải Nobel Hòa bình năm 1911 (chung với Alfred Fried), cho vai trò của ông trong việc thành lập Tòa án Trọng tài thường trực (Permanent Court of Arbitration) tại Hội nghị Hòa bình Den Haag lần thứ nhất (năm 1899). Ông cũng ủng hộ việc thiết lập một học viện quốc tế về luật, từ đó dẫn tới việc lập ra tạp chí Revue de Droit International et de Législation Comparée cùng với John Westlake & Gustave Rolin-Jaequemyns, Viện Luật quốc tế (Institut de Droit International) và Học viện Luật quốc tế Den Haag (Hague Academy of International Law).
Hiện có một viện nghiên cứu về Luật quốc tế trong lãnh vực Công cũng như Tư, luật châu Âu và Trọng tài Thương mại quốc tế mang tên ông tức T.M.C. Asser Instituut ở Den Haag, Hà Lan.